# سيسيليا هولاند
سيسيليا هولاند (بالإنجليزية: Cecelia Holland)‏ (1943، هندرسون في الولايات المتحدة)؛ كاتِبة مُتخصِّصة في أدب الأطفال وروائية أمريكية. درست في جامعة ولاية بنسلفانيا.

## الجوائز
- زمالة غوغنهايم

## روابط خارجية
- سيسيليا هولاند على موقع ميوزك برينز (الإنجليزية)